# Sankt Petersburg MČS University Team
Il Sankt Petersburg MČS University Team ((RU)  МЧС University Team) è una squadra di football americano di San Pietroburgo, in Russia, fondata il 27 gennaio 2013 come rappresentativa dell'"Università di San Pietroburgo del servizio antincendio statale del ministero delle situazioni di emergenza della Russia" ((RU)  Санкт-Петербургский университет ГПС МЧС России).
A partire dal 2015 è attiva anche la squadra femminile di flag football.

## Dettaglio stagioni

### Tornei nazionali

#### Campionato

##### LAF
| Stagione | regular season | regular season | regular season | regular season | regular season | regular season | playoff | playoff | playoff | playoff | playoff | playoff                 | playoff                       |
|          | Vin            | Par            | Per            | Tot            | PF             | PS             | Vin     | Per     | Tot     | PF      | PS      | risultato               | avversaria                    |
| -------- | -------------- | -------------- | -------------- | -------------- | -------------- | -------------- | ------- | ------- | ------- | ------- | ------- | ----------------------- | ----------------------------- |
| 2016     | 3              | 0              | 3              | 6              | 100            | 164            | -       | -       | -       | -       | -       | -                       | -                             |
| 2017     | 1              | 0              | 3              | 4              | 46             | 83             | 0       | 1       | 1       | 0       | 40      | Turno di qualificazione | Petrozavodsk Karelian Gunners |
| Totale   | 4              | 0              | 6              | 10             | 146            | 247            | 0       | 1       | 1       | 0       | 40      |                         |                               |

Fonti: Enciclopedia del Football - A cura di Roberto Mezzetti

##### EESL Vtoraja Liga
| Stagione | regular season | regular season | regular season | regular season | regular season | regular season | playoff | playoff | playoff | playoff | playoff | playoff   | playoff    |
|          | Vin            | Par            | Per            | Tot            | PF             | PS             | Vin     | Per     | Tot     | PF      | PS      | risultato | avversaria |
| -------- | -------------- | -------------- | -------------- | -------------- | -------------- | -------------- | ------- | ------- | ------- | ------- | ------- | --------- | ---------- |
| 2021     | 2              | 0              | 2              | 4              | 100            | 94             | -       | -       | -       | -       | -       | -         | -          |
| 2022     | 5              | 0              | 1              | 6              | 186            | 134            | -       | -       | -       | -       | -       | -         | -          |
| Totale   | 7              | 0              | 3              | 10             | 286            | 228            | -       | -       | -       | -       | -       |           |            |

Fonti: Enciclopedia del Football - A cura di Roberto Mezzetti

#### Coppa
| Stagione | regular season | regular season | regular season | regular season | regular season | regular season | playoff | playoff | playoff | playoff | playoff | playoff          | playoff                       |
|          | Vin            | Par            | Per            | Tot            | PF             | PS             | Vin     | Per     | Tot     | PF      | PS      | risultato        | avversaria                    |
| -------- | -------------- | -------------- | -------------- | -------------- | -------------- | -------------- | ------- | ------- | ------- | ------- | ------- | ---------------- | ----------------------------- |
| 2015     | -              | -              | -              | -              | -              | -              | 0       | 1       | 1       | 16      | 32      | Quarti di finale | Sankt Petersburg North Legion |
| Totale   | -              | -              | -              | -              | -              | -              | 0       | 1       | 1       | 16      | 32      |                  |                               |

Fonti: Enciclopedia del Football - A cura di Roberto Mezzetti

### Tornei locali

#### Black Bowl
| Stagione | regular season | regular season | regular season | regular season | regular season | regular season | playoff | playoff | playoff | playoff | playoff | playoff   | playoff    |
|          | Vin            | Par            | Per            | Tot            | PF             | PS             | Vin     | Per     | Tot     | PF      | PS      | risultato | avversaria |
| -------- | -------------- | -------------- | -------------- | -------------- | -------------- | -------------- | ------- | ------- | ------- | ------- | ------- | --------- | ---------- |
| 2019     | 1              | 0              | 5              | 6              | 92             | 202            | -       | -       | -       | -       | -       | -         | -          |
| Totale   | 1              | 0              | 5              | 6              | 92             | 202            | -       | -       | -       | -       | -       |           |            |

Fonti: Enciclopedia del Football - A cura di Roberto Mezzetti

### Riepilogo fasi finali disputate
| Anno            | Luogo           | Evento                      | Fase del torneo         | Incontro                                                             | Risultato |
| 17 ottobre 2015 | San Pietroburgo | Coppa di Russia             | Quarti di finale        | Sankt Petersburg North Legion - Sankt Petersburg MČS University Team | 32 - 16   |
| 15 luglio 2017  | Petrozavodsk    | League of American Football | Turno di qualificazione | Petrozavodsk Karelian Gunners - Sankt Petersburg MČS University Team | 40 - 0    |